# Libysche Fußballnationalmannschaft der Frauen
Die libysche Fußballnationalmannschaft der Frauen vertritt Libyen im internationalen Frauenfußball.

## Geschichte
Unter Gaddafi war Frauenfußball in Libyen zwar erlaubt, durfte aber mit Rücksicht auf die konservativen Sitten und Bräuche des Landes nur in Hallen und ohne Publikum  gespielt werden. Auf Drängen der Sportlerinnen hin akzeptierte der libysche Fußballverband die Bildung einer Frauennationalmannschaft, die im Jahr 2006 an der Fußball-Afrikameisterschaft der Frauen teilnehmen sollte, die Teilnahme wurde aber zurückgezogen. Im Frühjahr 2011 war die nächste Teilnahme an einem Turnier geplant, der am 17. Februar ausbrechende Bürgerkrieg in Libyen machte diese Pläne jedoch zunichte.
Nach dem Umsturz fielen die Restriktionen der Gaddafi-Ära weg und das Team konnte öffentlich auftreten, wurde dadurch aber zur Zielscheibe radikaler islamistischer Kräfte und konservativer Fernsehprediger. Salim Jabar, einer der bekanntesten unter ihnen, äußerte bei einer seiner Predigten: „Dieses Team besteht aus großen, gutaussehenden jungen Mädchen, und das ist das letzte, was dieses Land braucht. Die Frauen in diesem Team haben sich selbst verkauft und Schande über ihre Familien gebracht.“ Nach Drohungen der Miliz Ansar al-Scharia muss das Team an geheimen und wechselnden Orten und unter Bewachung trainieren. Auch eignete sich die Männer-Nationalmannschaft FIFA-Gelder an, die für die Frauen bestimmt waren. Im Jahr 2013 war eine Teilnahme am Berliner Turnier Discover Football geplant. Der libysche Fußballverband sagte die Teilnahme aber gegen den Willen der Spielerinnen ab und gab als Grund den Termin im Fastenmonat Ramadan an.
2015 nahmen die Spielerinnen der libyschen Fußballnationalmannschaft der Frauen am Fußballfestival Discover Football im Libanon teil.
In der FIFA-Weltrangliste wird das Team seit dem 25. März 2016 provisorisch geführt, nachdem die Mannschaft am 6. und 20. März 2016 zwei Qualifikationsspiele zur Afrikameisterschaft 2016 gegen Ägypten bestritten hat. Dabei bestritt die Mannschaft ihr Heimspiel im tunesischen Sousse.
Im Herbst 2016 trat die Mannschaft unter dem Namen Stadtauswahl Tripolis beim Fußballturnier Home Game von Discover Football in Berlin an, um politischen Druck zu vermeiden.
2018 verlor die Mannschaft mit 0:8 gegen Äthiopien in der ersten Runde der Qualifikation für die Afrikameisterschaft der Frauen, die im Petro-Sport-Stadion im ägyptischen Kairo ausgetragen wurde. Das Spiel in Äthiopien wurde mit 0:7 verloren.

## Team
Das Team bestand 2013 aus 25 Frauen mit einem Kern von etwa elf Spielerinnen. Die älteste, die Mittelfeldspielerin Hadhoum El-Alabed, war 2013 37 Jahre alt und spielte in Liverpool, wo sie auch zum Doktor der Sportwissenschaft (PhD) promovierte. Kapitän war 2013 die 25 Jahre alte Geophysikerin Fadwa El-Bahi. Im Team sind Anhängerinnen und Gegnerinnen Gaddafis vertreten, deshalb gilt es als beispielhaft für die Aussöhnung der libyschen Bürgerkriegsparteien.
Beim Spiel tragen die Frauen blaue Trainingsanzüge.
Das Leben von drei Spielerinnen wurde in dem 2018 entstandenen Dokumentarfilm Freedom Fields porträtiert.

## Turnierbilanz

### Weltmeisterschaft
- 1991 bis 2015: nicht teilgenommen (1. Spiel erst 2016)
- 2019: nicht qualifiziert
- 2023: nicht gemeldet
- 2027: nicht gemeldet

### Afrikameisterschaft
- 1991 bis 2014: nicht teilgenommen (1. Spiel erst 2016)
- 2016: nicht qualifiziert
- 2018: nicht qualifiziert
- 2022: nicht gemeldet
- 2025: nach Auslosung der Qualifikation zurückgezogen
- 2026: nicht gemeldet

### Olympische Spiele
- 1996 bis 2024: nicht teilgenommen/gemeldet

### Afrikaspiele
- 2003 bis 2015: nicht teilgenommen (1. Spiel erst 2016)

## Weblink
- »Fußball half uns, zu überleben« Interview von Katharina Maria Kersten mit der Kapitänin der Mannschaft, Fadwa el-Bahi, Zenith-Magazin, 15. August 2019